# Город секса
«Город секса» (англ. Sex City, другое название «Sex town center») — хардкорный порнофильм Пьера Вудмана, снятый на студии «Private Media Group» в 2006 году. Состоит из трёх разделенных частей, каждая из которых длится около 180 минут. Фильм в урезанном виде был показан в России. В январе 2011 года первая часть была показана на канале «Русская ночь». Остальные две части по неизвестной причине показаны не были.

## Сюжет

### Город секса 1
Отсидев всего 2 года, условно-досрочно освобождается убийца Блэк. Блэк идет в ночной клуб «Кабаре», где видит, как двое парней пытаются изнасиловать девушку. Он избивает насильников, и спасает её. Они вместе идут в клуб, где Блэк встречает старую знакомую — танцовщицу Сэнди. Там же находится и бывший лучший друг Блэка, Марлоу. Он перестал общаться с Блэком после того как тот попал в тюрьму. Марлоу предлагает официантке Бренде встретиться после работы, а Джейн, девушка которую спас Блэк, предлагает ему пойти в отель и расслабиться.
Действие переносится в госпиталь, где в коме лежит инспектор полиции Пол Логан. Несколько лет назад он выехал арестовать некоего Джуниора Старкса, сына сенатора Кэя Старкса, который похитил двух девушек (одна из них Сэнди). Он выехал на задание со своим напарником Джоном, но тот вместо того, чтобы стоять на дежурстве, стал развлекаться с проституткой. В это время Старкс изнасиловал одну девушку, облил её кислотой насмерть, и пытался сделать это с Сэнди, но Логан подстрелил его и облил кислотой. В этот момент в него выстрелил его напарник Джон, которому заплатили, чтобы он помешал Логану. Все же Логану удается застрелить Джона и спасти Сэнди. После этого Логан впадает в кому и спустя время приходит в себя. Медсестра приносит Логану обед, а потом звонит Кэю Старксу и говорит что Логан очнулся. В больнице полицейские заковывают в наручники Логана. Сенатор приходит к нему в палату и говорит, что дело повернули так, что Логана обвиняют в убийстве той девушки, которую убил его сын и своего напарника, который якобы пытался её спасти. Он говорит, что его сын остался жив, но последствия необратимы. Он говорит, что Логана ждет курс «реабилитации» (то есть его убьют).
В это время Блэк занимается сексом с Джейн в отеле. Потом они ложатся спать, и пока они спят к ним в номер заходит мужчина в тигриных перчатках и перерезает Джейн горло. Проснувшись, Блэк видит тело Джейн. Он решает отомстить за неё, и в этот момент в отель врывается полиция. Блэк сбегает и направляется к своей знакомой, Кармен. Блэк пережидает у Кармен, а потом идёт в «Кабаре», где трое мужчин пытаются убить его, но он убивает их. Один из них перед смертью рассказывает ему, что их наняла Карла, за то, что он сделал с её сестрой Джейн. В это время в дом Кармен врывается тот самый убийца с тигриными перчатками. Блэк на байке одного из убитых им парней едет по адресу Карлы.

#### Сексуальные сцены
1. Джеймс Броссман (киллер) — Люси Энн (женщина на балконе).
2. Радбой (Джон) — Уайльди (проститутка).
3. Кевин Лонг (Джуниор Старкс) — Биби Фокс (похищенная девушка).
4. Реда Семлахен (Блэк) — Соня Картер (Джейн).
5. Филиппе Сойн (Билл Старкс) — Джастин Эшли (проститутка) — Виктория Роуз (проститутка).
6. Афродита Найт (Кармен) — Нелла (подруга Кармен) — Сюзанна З (подруга Кармен).
7. Реда Семлахен (Блэк) — Афродита Найт (Кармен)
8. Ален Делойн (Марлоу) — Диана Голд (Бренда).
9. Паскаль Сент Джеймс (Кей Старкс) — Гвен (медсестра).
10. Реда Семлахен (Блэк) — Ален Делойн (Марлоу) — Ксения Лова (Сэнди) — Дифинити Лав (Джессика).

### Город секса 2
Блэк приезжает в дом к Карле, но вместо неё он находит там двух её подруг. Они говорят ему что некий Джанни сказал Карле что Блэк убил Джейн. Блэк нападает на Джанни и тот говорит что её убил друг Билла Старкса (брат Кея Старкса), некто «Тигр» который живёт на ферме за городом. Блэк убивает Джанни и приезжает к Тигру, но Тигр оглушает его и бросает в темницу, где держит Кармен. Кармен рассказывает Блэку что Тигр сначала насилует женщин, убивает их, отпиливает ягодицы, маринует и вешает на стену, и таким образом он убил её подруг, а её изнасиловал. Блэк и Кармен убегают из темницы. Блэк оставляет Кармен в надежном месте, а сам идет к Биллу Старксу, но там его ловит Карла. Блэк убеждает её в том что не он убил Джейн, и та говорит что поможет ему убить Тигра.
В это время Марлоу развлекается с Брендой. Но тут к ней приходит её бывший муж Эль Мачо с двуми друзьями, очень пьяные. Они требуют Бренду развлекать их. Марлоу избивает её бывшего мужа и уходит. Мачо с друзьями едет за ним. Марлоу едет к Шанель, местной сутенерше, которая много лет воют с бандой, которую возглавляет некто Коричневый Змей — он хочет подмять её улицу под себя. В это время Эль Мачо с друзьями проезжает по улице Шанель и пытаются снять проститутку Хелен. Хелен выхватывает пистолет и убивает всех троих. Марлоу решает взять трупы и утопить их за городом. Он так и делает, но у озера его ловят люди «Коричневого Змея» — оказывается это была ловушка, и Хелен все это подстроила. Люди Змея собираются убить Марлоу. В это время Змей захватывает Шанель и её проституток в плен. Шанель спрашивает у Хелен, много ли ей заплатил Змей, а та отвечает ей, что дело не в деньгах, в том что Змей обещал ей место Шанель. Змей смеется и говорит что он здесь босс и велит одному из своих людей убить её.

#### Сексуальные сцены
1. Реда Семлахен (Блэк) — Калена Бруни (подруга Карлы) — Рейчел Ханни (подруга Карлы).
2. Джордж Уль (Джанни) — Леанна Свит (подружка Джанни) — Кайра Тьелар (подружка Джанни).
3. Ален Делойн (Марлоу) — Диана Голд (Бренда).
4. Джанни (Эль Мачо) — Джо Монти (друг Эль Мачо) — Роберт Розенберг (друг Эль Мачо) — Лаура Лион (проститутка).
5. Джо Монти (друг Эль Мачо) — Диана Голд (Бренда).
6. Ален Делойн (Марлоу) — Оливия Вестон (Шанель).
7. Титоф (Тигр) — Афродита Найт (Кармен).
8. Реда Семлахен (Блэк) — Ребекка Смит (подруга Блэка) — Борока (подруга Блэка).
9. Таня Руссоф (подруга Джессики) — Дифинити Лав (Джессика).
10. Реда Семлахен (Блэк) — Анджелина Свиит (подруга Карлы) — Синди (подруга Карлы) — Виктория Роуз (подруга Карлы).

### Город секса 3
Помощница Шанель, Лило спасает Марлоу. Марлоу приезжает на улицу Шанель, спасает её и девушек, и уничтожает команду Змея. В это время Блэк и Карла приезжают к Тигру. Карла оглушает Тигра, а Блэк распиливает его. Потом он с Карлой едет к Биллу Старксу. Старкс признаётся, что полицейские убивали проституток, но их стали подозревать и им понадобился человек, на которого можно свалить убийства. Блэк убивает Старкса, его тут же ловит полиция.
В это время Логана привозят в участок, где готовят к пыткам. К нему приходит Джуниор Старкс, которого Логан 3 года назад облил кислотой. Джуниор Старкс говорит что убьет Сэнди, а потом приходят полицейские чтобы пытать Логана. Блэк сидит в камере размышляя о том что произошло. Его навещает Карла. Когда Блэк засыпает, Карла пытается убить его. Блэк хватает её и спрашивает кто заплатил ей. Карла говорит ему, что Кей Старкс не хочет, чтобы Блэка судили за убийство его брата. Блэк слишком много знает и может испортить репутацию Кею Старксу. Кроме того, Карла сама участвовала в убийстве Джейн. Блэк убивает Карлу и надзирателя тюрьмы и выходит из камеры. Он видит, как полицейские хотят пытать Логана и убивает их. Блэк освобождает Логана. Логан, теперь уже как полицейский, и Блэк едут спасать Сэнди. В это время Джуниор Старкс держит Сэнди у себя в плену. Логан и Блэк на полицейской машине приезжают к нему. Джуниор Старкс убивает Логана, а Блэк убивает Старкса. Сэнди благодарит умирающего Логана и уходит вместе с Блэком.

#### Сексуальные сцены
1. Доминик Росс (бандит Змея) — Миа Даймонд (Хелен).
2. Иохим Кессеф (Коричневый Змей) — Оливия Вестон (Шанель).
3. Чарли (бандит Змея) — Джордж Рено (бандит Змея) — Томас Кроу (бандит Змея) — Ванесса Мэй (бандитка Змея).
4. Ален Делойн (Марлоу) — Бетти Вонг (Лилу).
5. Соня Картер (Карла) — Ксения Лова (Сэнди).
6. Филиппе Сойн (Билл Старкс) — Моника Лион (проститутка).
7. Паскаль Сент Джемс (Кей Старкс) — Наталья Динов (шеф полиции).
8. Реда Семлахен (Блэк) — Соня Картер (Карла).
9. Кевин Лонг (Джуниор Старкс) — Наталья Динов (шеф полиции).
10. Ронни Вилсон (парень) — Диана Голд (Бренда).
11. Кевин Лонг (Джуниор Старкс) — Ксения Лова (Сэнди).

## Производство
Фильм «Город секса» является ремейком фильма «Город Грехов», в том числе эффект использования чёрно-белой порнографии со вспышками цвета, вставленными по ходу фильма. Фильм «Город секса» был снят полностью в HD-качестве. Его бюджет составил 540 000 €. Премьера состоялась в США 9 мая 2006 года. В течение пяти недель фильм стал наиболее продаваемым в истории студии Private. 5 июня 2006 года он стал наиболее продаваемым в США. Фильм является одним из самых высокобюджетных фильмов студии «Private». Для съёмок в фильме были приглашены порноактёры со всего мира. В второй части фильма в лесбийской сцене Вудман снял собственную гражданскую жену Софи Пэрис. В вступительных титрах Вудман показал не только актёров снявшихся в фильме, но и тигра Румбу, который участвовал в фильме, в финальных титрах Вудман указал всех актёров, даже на секунду появившихся в кадре. 
Этот фильм стал последней работой Вудмана на студии «Private». В июне 2006 года Вудман объявил об очередном уходе из «Private Media Group» и об организации собственной компании, под названием «Woodman Entertainment».

## Награды и номинации
- Премия Eroticline Awards 2006 — Лучший международный фильм (под названием «Sex town center»[2]).
- AVN Awards 2007 в категории «Лучший режиссёр зарубежного фильма»[3].
- Также фильм был номинирован на премию XRCO Award как «лучший релиз 2006 года», но проиграл ленте «Curse Eternal» производства студии «Wicked Pictures»[4].